# デビッド・カッパーフィールド

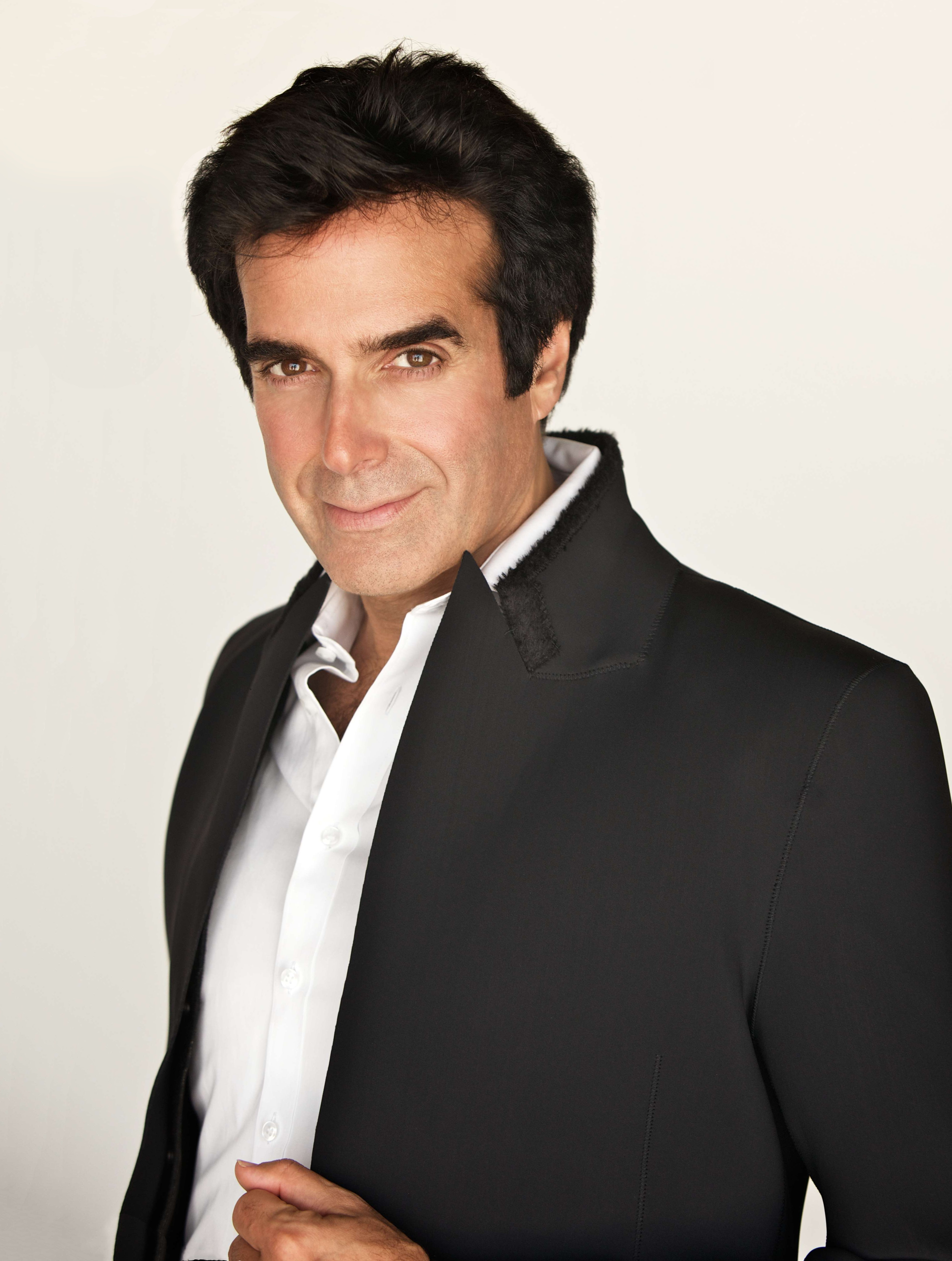
デビッド・カッパーフィールド

デビッド・カッパーフィールド （David Copperfield 、本名、David Seth Kotkin 、1956年9月16日 - ）、アメリカ、ニュージャージー州生まれのロシア系ユダヤ人、世界を代表するプロマジシャン（手品師）。
フォーブスの「アメリカで最も裕福なセレブリティ」にて7位の人物である。

## 経歴
幼少時からマジックに目覚め、その後14歳という最年少でSAM (The Society of American Magicians) へ入会。
16歳になるころにはニューヨーク大学で『マジック講座　The Art of Magic』を持ち、教鞭をとる。
高校卒業後、フォーダム大学へ入学。しかし、シカゴで行われるミュージカル『The Magic Man』の主役に抜擢され、演出など全てを手がける事情により3週間で退学。ミュージカルが成功を収めたことで、マジシャンとしての地位が上がった。
その後、テレビ番組『The Magic of ABC Starring David Copperfield』に出演。ここでも高視聴率を得たことから、この番組はシリーズ化しており、現在でも年に1回ペースで製作されている。
年に数百を超える公演をこなし、米フォーブス誌による著名人長者番付 (Forbes Celebrity 100) には常連として名を連ねている。1980年と1987年にマジシャン・オブ・ザ・イヤーを獲得している。

### エピソード
代表的なマジックとしては「Flying」「Snow」など。あまりに現実離れした瞬間移動などを繰り返すため、双子、あるいは三つ子説がまことしやかに流れている。
芸名はチャールズ・ディケンズの小説『デイヴィッド・コパフィールド』の主人公に由来。

## 私生活
約6年間、スーパーモデルのクラウディア・シファーと交際していた。
2014年、フランス人モデル、クロエ・ゴセリンとの婚約を発表した。